# Noël du Margat
Noël du Margat (mort le  20 février 1525) ecclésiastique breton qui fut abbé de l'abbaye Saint-Melaine à Rennes de 1516 à 1523.

## Biographie
Noël du Margat est le fils de Pierre du Margat et d'Antoinette de la Reigneraye. Il nait à Caulnes près de Dinan. Religieux à l'abbaye Notre-Dame  du Tronchet près de Combourg il devient un proche du cardinal et abbé commendataire Lorenzo Pucci à la maison duquel il appartient, et c'est par la faveur de celui ci qu'il obtient d'être nommé abbé de Saint-Melaine en 1516.
Pendant son abbatiat il tente de rétablir la discipline et de restaurer les bâtiments et l'église qui avaient été négligés par ses prédécesseurs. Il pratique néanmoins le népotisme en se démettant en 1523 de sa fonction abbatiale en faveur de son neveu François Chauveau. Il meurt le 20 février 1525 et il est inhumé dans la Chapelle de la Délivrance de l'église abbatiale.

## Armoiries
La famille du Margat portait d'argent au lion rampant de sable.